# ميامي هيرالد
ميامي هيرالد (بالإنجليزية: Miami Herald) هي صحيفة يومية تملكها شركة ماكلاتشي ومقرها في دورال في ولاية فلوريدا، وهي مدينة تقع غرب مقاطعة ميامي داد عدة أميال غرب ميامي.
تأسست في عام 1903، وهي ثاني أكبر صحيفة في جنوب فلوريدا، توزع في مقاطعة ميامي داد، ومقاطعة بروارد، ومقاطعة مونرو، كما توزع في جميع أنحاء أمريكا اللاتينية ومنطقة البحر الكاريبي.

## نظرة عامة
يعمل في الصحيفة أكثر من 800 شخص في ميامي وعبر عدة مكاتب، بما فيها مكاتبها في بوغوتا، وماناغوا، وتالاهاسي، وفيرو بيتش، وكي ويست، ومكتب شركة ماكلاتشي في واشنطن. غرفة الأخبار تضم حوالي 450 تشمل 144 صحفي، و69 محرر، و69 محرر ناسخ، و29 مصور، وخمسة رسامون (غير مصممي الصفحة) و11 كاتب أعمدة، وستة عشر ناقد، و48 محرر مختص، و18 من مساعدين الأخبار.
منحت الصحيفة 20 من جوائز بوليتزر منذ بداية تأسيسها منذ عام 1903.
متوسط صفحات الصحيفة 88 صفحة يوميًا، و212 صفحة في يوم الأحد. تقوم الصحيفة بتغطية شؤون أمريكا اللاتينية والشؤون الهيسبانوية.

## التاريخ
تم نشر الطبعة الأولى لميامي هيرالد في 15 سبتمبر 1903، وكان اسم الصحيفة حينها "The Miami Evening Record" ثم واجهت الصحيفة صعوبات مالية بعد فترة الركود عام 1907، واستدانت الصحيفة وكان أكبر دائن للصحيفة هو هنري فلاجلر، غيرت الصحيفة اسمها لتصبح ميامي هيرالد في 1 ديسمبر عام 1910.

## معرض صور

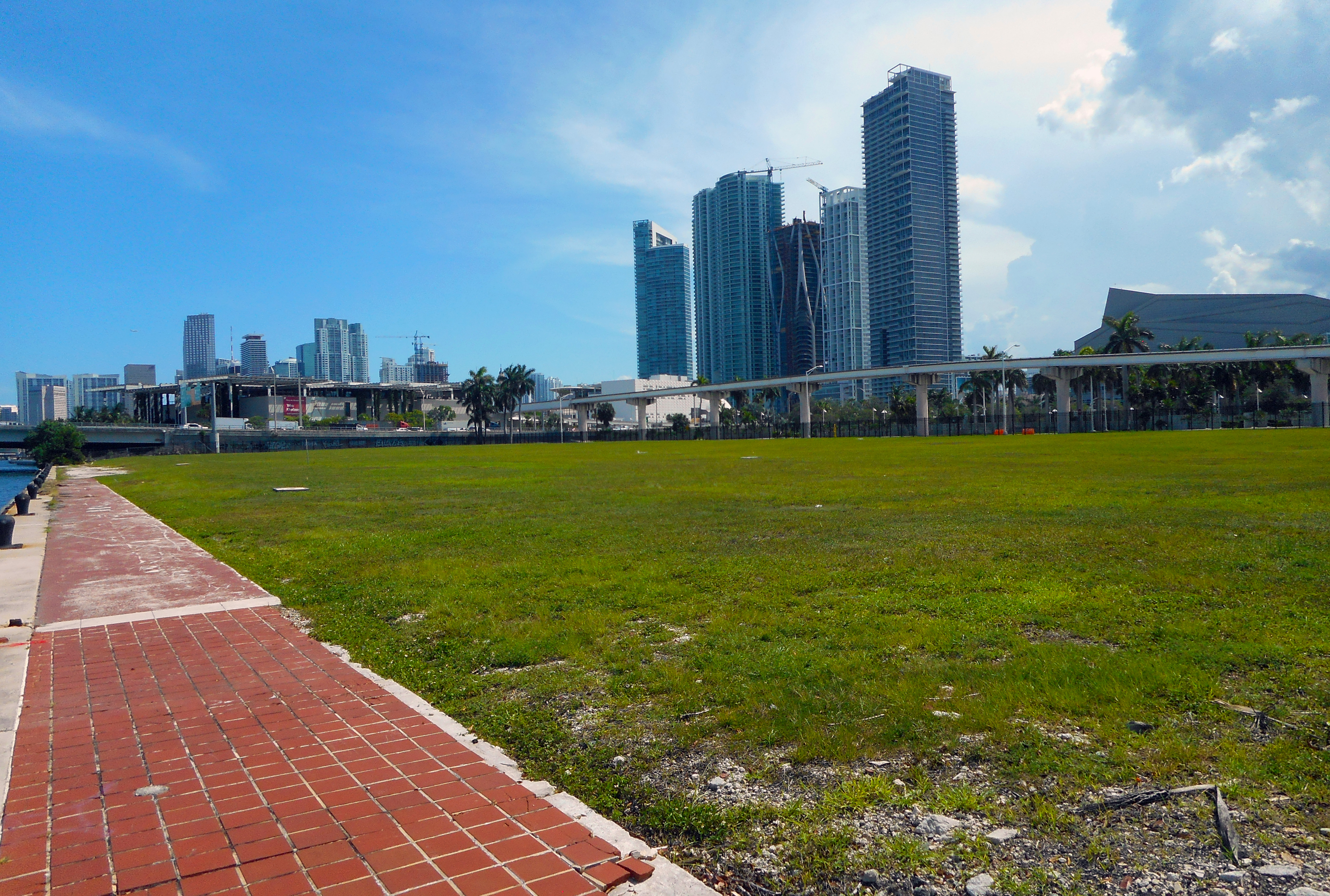
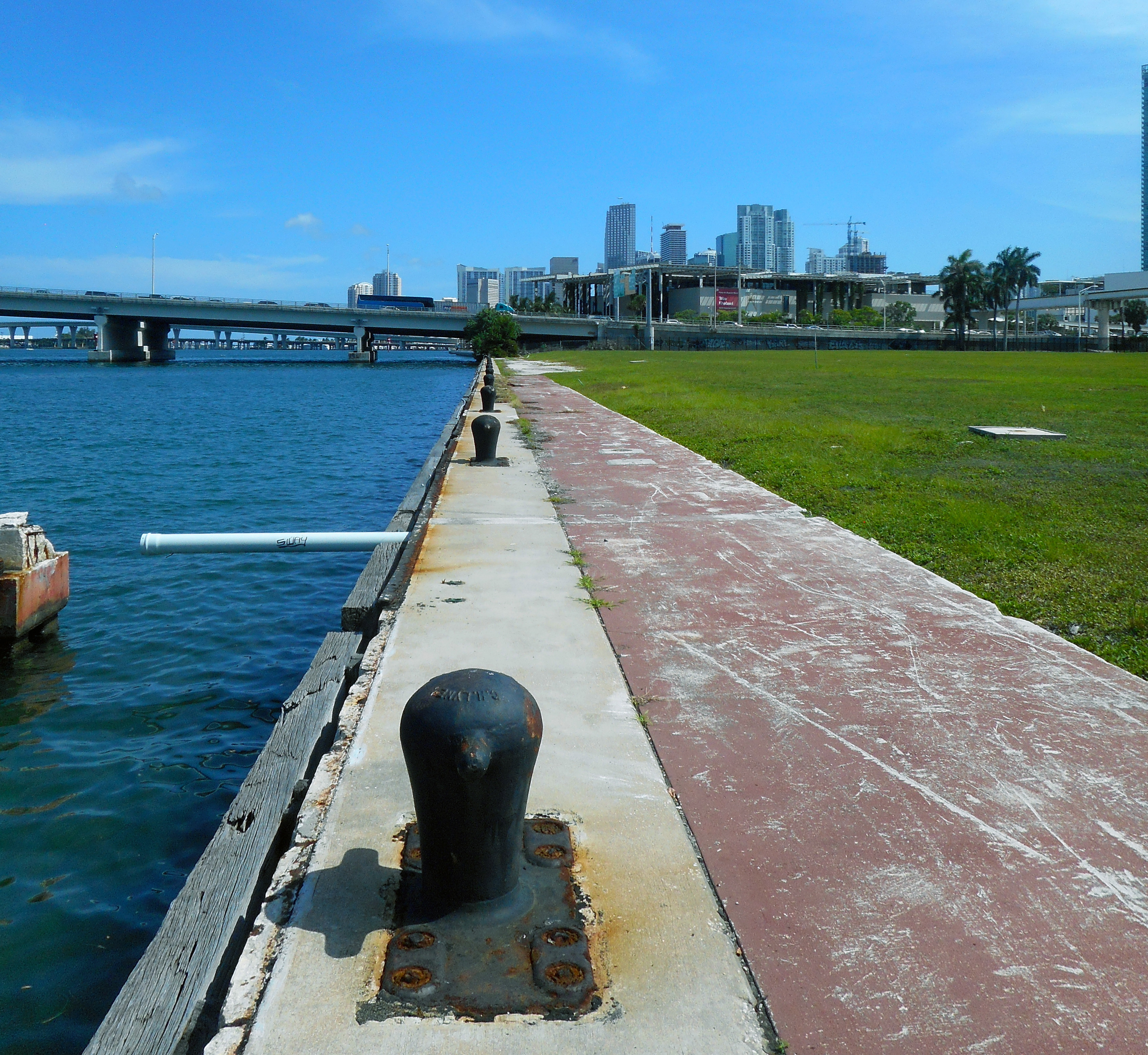
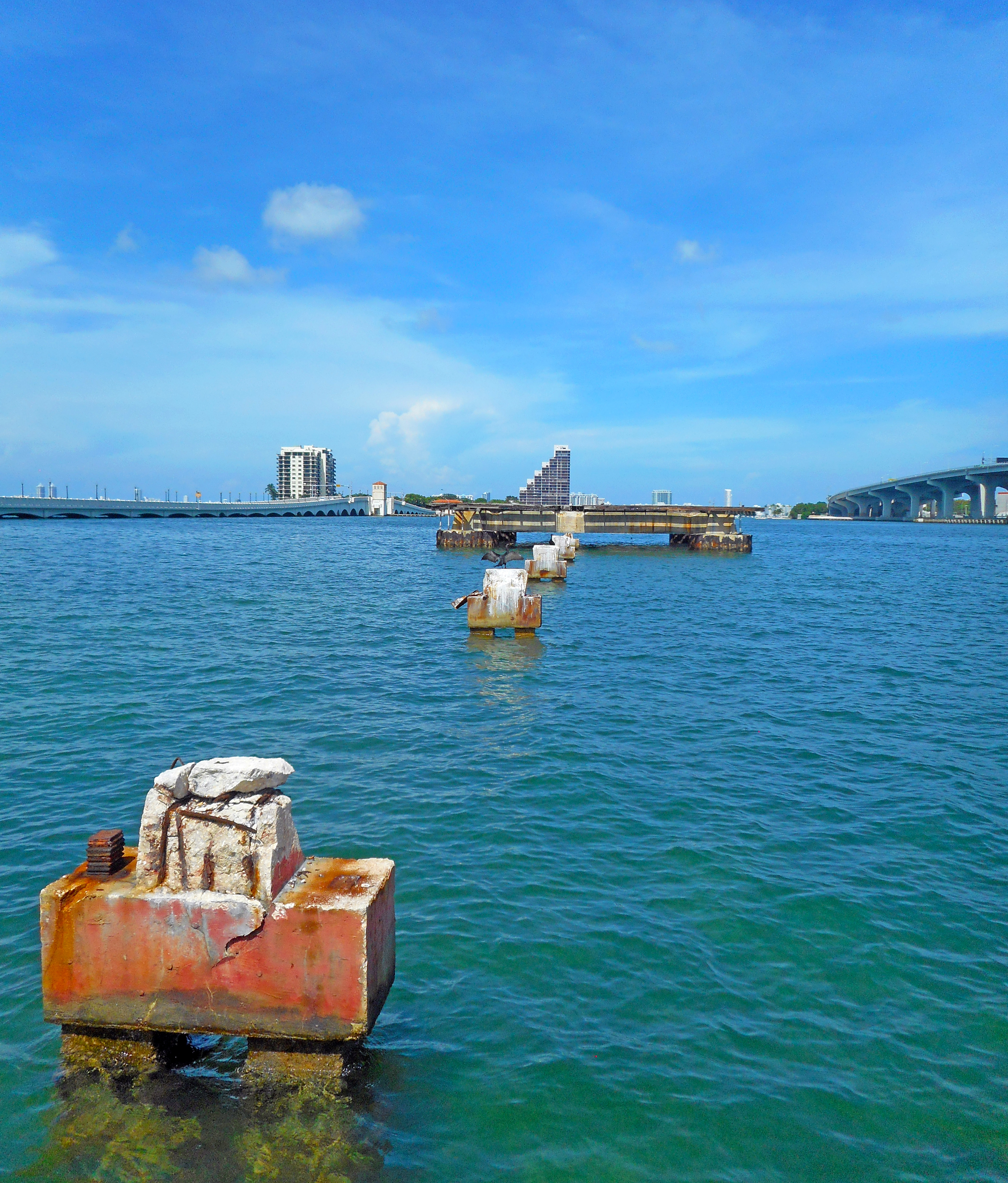

## روابط خارجية
- ميامي هيرالد على موقع الموسوعة البريطانية (الإنجليزية)
- ميامي هيرالد على موقع روتن توميتوز (الإنجليزية)